# سان مارتین د لا بگا دل آلبرچه
سان مارتین د لا بگا دل آلبرچه دهستانی در استان آبیلای اسپانیا است.
در این دهستان ۲۸۷ نفر زندگی می‌کنند. مساحت این دهستان ۵۰٫۳۵ کیلومتر مربع است.